# Franz Rosenzweig
Franz Rosenzweig (Kassel, 25 de dezembro de 1886 - Frankfurt am Main, 10 de dezembro de 1929) é considerado um dos mais importantes filósofos-teólogos judeus do século XX. A Medalha Buber-Rosenzweig é concedida anualmente a pessoas que estão particularmente comprometidas com o diálogo Judaico-Cristão.
Na década de 1910, Rosenzweig descobriu um manuscrito aparentemente escrito com a mão de Hegel, que ele chamou de O Mais Antigo Sistema do Idealismo Alemão. Este manuscrito tornou-se fundamental para os estudos do Idealismo alemão.
Descontente com o aprendizado impessoal da academia, Rosenzweig fundou a Casa do Aprendizado Judaico, em Frankfurt. Local com objetivo de se engajar no diálogo com os seres humanos ao invés de apenas acumular conhecimento. Muitos intelectuais judeus proeminentes estiveram associados ao círculo.

## Biografia
Nasceu em Kassel (Alemanha), numa família judia assimilada, recebeu educação universitária em medicina, história e filosofia. Dois acontecimentos mudaram sua vida: a I Guerra Mundial e sua redescoberta do judaísmo. Sua participação direta à guerra lhe confirmou sua reservas no que diz respeito à filosofia da história de Hegel, que justifica a morte dos indivíduos em nome de causas superiores.[carece de fontes?]
A obra-prima de Rosenzweig é "A Estrela da Redenção". Nela Rosenzweig analisa como a unicidade de cada ser humano, a realidade do mundo e a transcendência de Deus põem em xeque a ideia de totalidade, mostrando como estas três singularidades encontram sentido uma em relação à outra. A criação religa o mundo a Deus, a revelação permite que o ser humano seja orientado pela Palavra divina e a Redenção lhe dá como tarefa de salvar o mundo, essencialmente pelo amor.[carece de fontes?]
No Brasil, a Editora Perspectiva publicou em 1999 o primeiro estudo consagrado ao autor, de autoria do filósofo Ricardo Timm de Souza: "Existência em decisão: uma introdução ao pensamento de Franz Rosenzweig".[carece de fontes?]
Em 2004, na cidade de Kassel, foi fundada a Associação Internacional Rosenzweig (Internationale-Rosenzweig-Gesellschaft), que tem inclusive uma seccional no Brasil.
Em 2008 foi publicada em livro a tese doutoral do filósofo, chamada "Hegel e o Estado", também pela Editora Perspectiva.
Na sinopse de Ricardo Timm de Souza, este livro "não só constitui um esforço de abrangência da história da construção do conceito hegeliano de Estado em seus caminhos e descaminhos, como acompanha as minúcias desta construção e, sobretudo, se depara com as encruzilhadas a que o conceito conduz. A forma como o pensamento do filósofo de Jena em geral, em seu lento processo de amadurecimento, se vê com as questões políticas da época, as vicissitudes dos desencontros e das desesperanças, vai sendo paulatinamente interpretada, destilando-se a sua linha principal de evolução, do Espírito que, despojando-se pouco a pouco do inessencial, toma decididamente o caminho de si mesmo. Hegel e o Estado mostra – e não poderia ser diferente – a que ponto chegou a coerência sistemática hegeliana: sua história é a história de sua autocompreensão; essencial nesta trajetória foi o modo como, a cada instante, o acontecimento bruto foi destilado em conteúdo especulativo."

## Obra selecionada
- O homem e seu trabalho. Collected Writings I-IV , The Hague 1976 ff.
  - Vol. I, 1 e I, 2: Cartas e Diários
  - Vol. II: A Estrela da Redenção
  - Vol. III: Mesopotâmia. Fontes menores
  - Vol. IV, 1: O pensamento linguístico na tradução (hinos e poemas de Jehuda Halevi)
  - Vol. IV, 2: O pensamento linguístico na tradução (documentos de trabalho sobre a germanização da escrita)